# Radzim Gaudenty
Radzim Gaudenty (en tchèque Radim, en polonais Radzim), connu aussi sous le nom latin de Gaudentius, est né vers 965 et décédé après 1018. Demi-frère d’Adalbert de Prague (en polonais Wojciech) il est le premier archevêque de Gniezno.

## Biographie

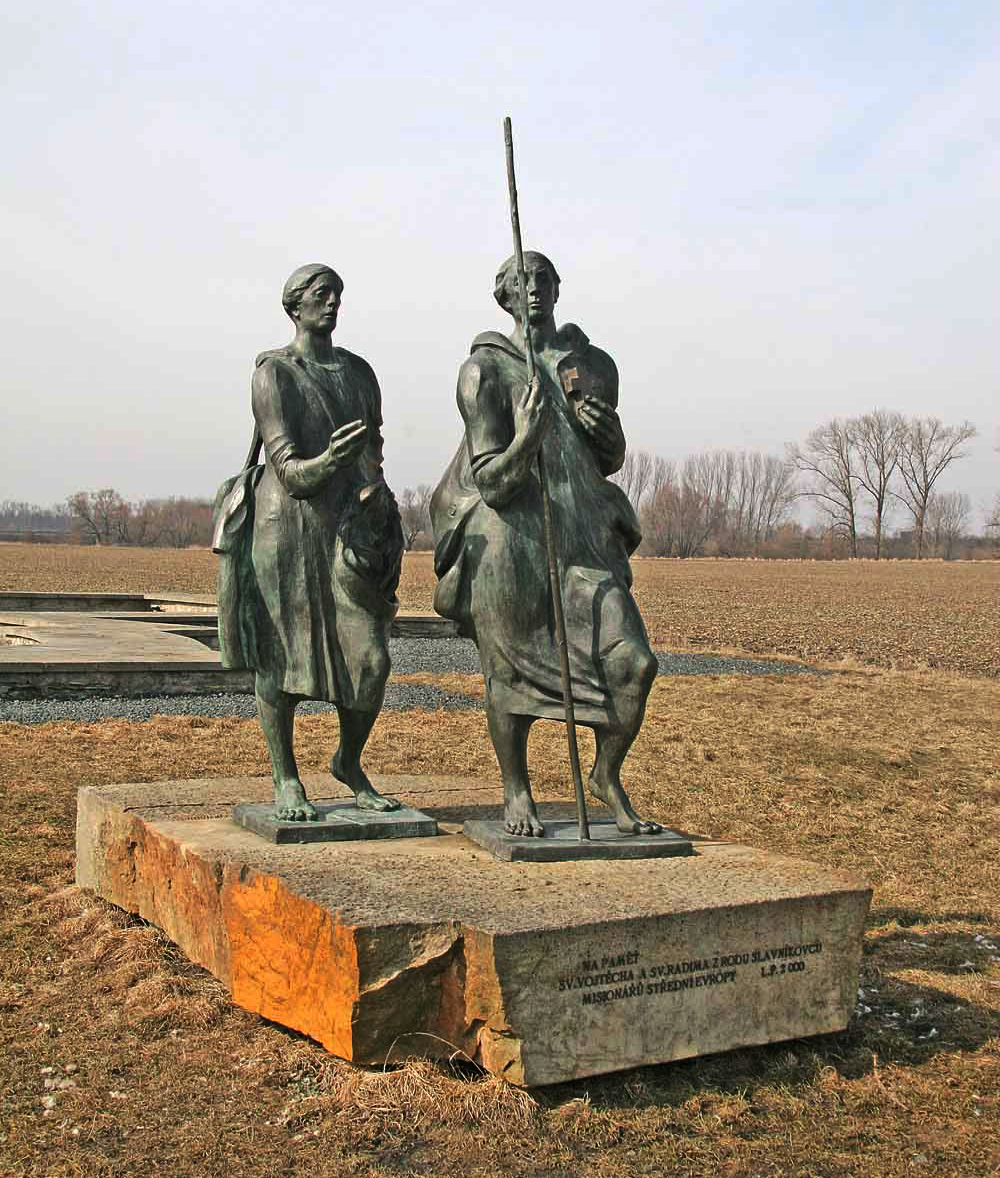
Saint Adalbert (Wojciech) et Gaudentius (Radzim), monument à Libice.

Il est né à Libice en Bohême, dans la famille très puissante des Slavnik, rivale des Přemyslides. Vers 989, il s’exile avec son frère en Italie où il séjourne au monastère du Mont-Cassin, puis au monastère bénédictin de l’Aventin. Il prononce ses vœux et prend le nom de Gaudentius. En 992, il est de retour à Prague, mais les ennuis que connaît son frère en Bohême le pousse à revenir en Italie en 994 en compagnie de celui-ci. De là, Gaudentius et Adalbert partent pour la Pologne afin d’évangéliser les Prussiens. Il est le témoin du martyre d’Adalbert.
Relâché par les païens, il rejoint à la cour du roi de Pologne Boleslas Ier le Vaillant. En collaboration avec le clergé polonais, il œuvre à la béatification de son frère. À cette fin, il rencontre le pape Sylvestre II et Othon III du Saint-Empire. Sa mission est couronnée de succès en 999 par la canonisation d’Adalbert. En l’an 1000, à la suite de la rencontre entre Othon III et Boleslas le Vaillant, Radzim Gaudenty devient le premier archevêque de Gniezno. Les nouveaux évêchés de Cracovie (en Petite Pologne), de Kołobrzeg (en Poméranie) et de Wrocław (en Silésie) se trouvent sous son autorité. Par contre, Unger, l'évêque de Poznań, garde son indépendance. Radzim invite des Bénédictins à s’installer à Międzyrzecz.

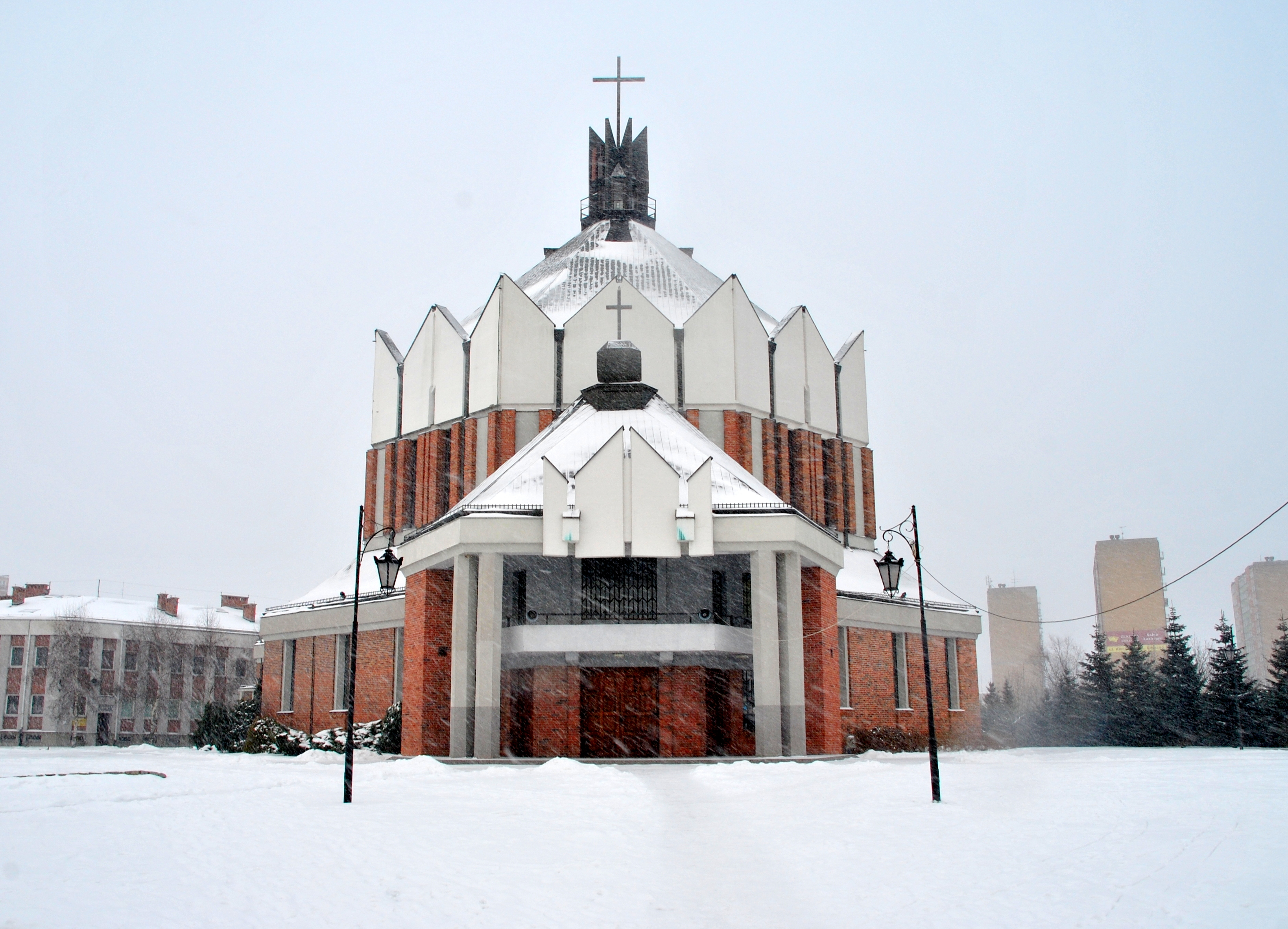
L'église du Bx-Radzim-Gaudenty de Gniezno.

La date de sa mort est inconnue. Il est inhumé dans la cathédrale de Gniezno et Hipolit lui succède. En 1038, les Tchèques du prince Břetislav Ier attaquent la Pologne. Ils envahissent la Silésie, détruisent Poznań et Gniezno en 1039 et volent les reliques de saint Adalbert et les restes de son frère Gaudenty. Tout comme Adalbert, Radzim Gaudenty est vénéré en Pologne et en Bohême, bien qu’il n’ait jamais été canonisé. Aujourd’hui, l’Église catholique romaine le considère comme saint. Il est fêté le 11 octobre.